# 'Apepi
Ez a szócikk egy alsó-egyiptomi uralkodóról szól; az ismertebb hükszosz uralkodót lásd itt: I. Apepi.
'Apepi ókori egyiptomi uralkodó volt a második átmeneti korban; Alsó-Egyiptom fölött uralkodott i. e. 1650 körül. Kim Ryholt és Darrell Baker szerint a XIV. dinasztia ötvenegyedik uralkodója volt, és Avariszból kormányozta a Nílus-delta keleti részét, valamint talán a nyugatit is. Jürgen von Beckerath ezzel szemben a XVI. dinasztia vége egyik királyának tartja, aki a XV. dinasztia hükszosz uralkodóinak vazallusa volt.

## Említései
Az egyetlen, teljes bizonyossággal neki tulajdonítható említése a XIX. dinasztia idején összeállított torinói királylistán maradt fenn. Neve egy töredéken szerepel, amely Ryholt számozása szerint a dokumentum 10. oszlopának 15. sorába illeszthető be (Alan H. Gardiner rekonstrukciója szerint ez a 9. oszlop 16. sorának felel meg). Helye a kronológiában a dokumentum töredezett állapota miatt nem állapítható meg minden kétség nélkül. A papiruszon csak uralkodói nevének eleje maradt fenn, Ap[…] formában; Ryholt szerint ez 'Apepiként rekonstruálható.
Ryholt rekonstrukciójának jelentőségét az adja, hogy öt szkarabeusz maradt fenn, melyen „a király fia, Apepi” neve szerepel. Ezek közül a pecsétek közül kettőn a név kártusban szerepel, és mögötte a di-ˁnḫ („élet adatik neki”) olvasható; mindkettő általában a királyok vagy kijelölt trónörökösük előjoga, és lehet, hogy a torinói papiruszon említett 'Apepi azonos a pecséteken említett herceggel. Ryholt lehetségesnek tartja az azonosítást, és megjegyzi, hogy stilisztikai alapon mindkét szkarabeusz a XIV. dinasztia idejére datálható, a Sesi és Jakubher uralkodása közti időre.

## Fordítás
- Ez a szócikk részben vagy egészben  a(z)   'Apepi című angol Wikipédia-szócikk ezen változatának fordításán alapul.  Az eredeti cikk szerkesztőit annak laptörténete sorolja fel. Ez a jelzés csupán a megfogalmazás eredetét és a szerzői jogokat jelzi, nem szolgál a cikkben szereplő információk forrásmegjelöléseként.